# Fires Were Started
Fires Were Started (auch: I Was a Fireman) ist ein britisches Dokudrama des Regisseurs Humphrey Jennings aus dem Jahr 1943.

## Handlung
Der Film zeigt einen Arbeitstag der Londoner Feuerwehr (Auxiliary Fire Service) während der deutschen Luftangriffe (The Blitz) im Winter 1940. Er beginnt mit der Ankunft des jungen Neuzugangs Barrett und seiner Kollegen in der Feuerwache. Im Verlauf des Tages bereitet sich die Löschmannschaft auf den zu erwartenden Großeinsatz bei Einbruch der Dunkelheit vor. Jennings hebt hierbei vor allem die Kameradschaft der acht Männer hervor, die sich mit Witzen und Gesangseinlagen die Zeit vertreiben.
In der Nacht wird London von deutschen Flugzeugen bombardiert. Die Feuerwehr kämpft mit aller Kraft gegen die Flammen. Nur knapp kann sie verhindern, dass ein Munitionsschiff, das auf der Themse vor Anker liegt, Feuer fängt. Ein Mann namens Jackson kommt bei dem gefährlichen Einsatz ums Leben, andere werden schwer verletzt. Am nächsten Tag wird der tote Kamerad bestattet, während das Munitionsschiff den Hafen verlässt.

## Hintergrund
Humphrey Jennings erhielt den Auftrag, einen Film über die Londoner Feuerwehr zu drehen, von Ian Dalrymple, der für die Crown Film Unit arbeitete. Diese Produktionsfirma war dem Informationsministerium unterstellt und diente der Herstellung von Propagandafilmen wie Target for Tonight oder In Which We Serve. Auch Jennings hatte bereits mehrmals im Auftrag der Regierung gearbeitet.
Obwohl Fires Were Started echte Feuerwehrmänner des National Fire Service zeigt, ist der Film nur teilweise dokumentarisch. Die Mitwirkenden erhielten Rollennamen und die Löscheinsätze wurden größtenteils nachgestellt. Zu diesem Zweck ließ Jennings bereits zerstörte Häuser in Brand stecken und anschließend erneut löschen.
Es existieren verschiedene Versionen des Films, die sich in ihrer Länge um bis zu 20 Minuten unterscheiden.

## Auszeichnungen
Das British Film Institute wählte Fires Were Started im Jahr 1999 auf Platz 89 der besten britischen Filme aller Zeiten.